# Дерягино (Шекснинский район)
Дерягино — деревня в Шекснинском районе Вологодской области.
Входит в состав сельского поселения Камешниковского, с точки зрения административно-территориального деления — в Камешниковский сельсовет.
Расстояние по автодороге до районного центра Шексны — 57 км, до центра муниципального образования Камешника — 2 км. Ближайшие населённые пункты — Каликино, Березник, Камешник.
По переписи 2002 года население — 33 человека (15 мужчин, 18 женщин). Всё население — русские.